# Åsegöl (Döderhults socken, Småland)
Åsegöl är en mindre våtmark, tidigare sjö i Oskarshamns kommun i Småland och ingår i Virån-Emåns kustområde.